# Laytham
Laytham är en by i civil parish Foggathorpe, i distriktet East Riding of Yorkshire, i grevskapet East Riding of Yorkshire, i England. Byn är belägen 13 km från Market Weighton. Laytham var en civil parish 1866–1935 när blev den en del av Foggathorpe. Civil parish hade 63 invånare år 1931. Byn nämndes i Domedagsboken (Domesday Book) år 1086, och kallades då Ladon(e).